# Francisco I. Madero, Quecholac
Francisco I. Madero är en ort i Mexiko.   Den ligger i kommunen Quecholac och delstaten Puebla, i den sydöstra delen av landet, 160 km öster om huvudstaden Mexico City. Francisco I. Madero ligger 2 135 meter över havet och antalet invånare är 850.
Terrängen runt Francisco I. Madero är platt åt nordväst, men åt sydost är den kuperad. Runt Francisco I. Madero är det tätbefolkat, med 383 invånare per kvadratkilometer. Närmaste större samhälle är Tecamachalco, 7,4 km sydväst om Francisco I. Madero. Trakten runt Francisco I. Madero består till största delen av jordbruksmark.